# الرياضة في عام 2025
تصف الرياضة في 2025 أحداث العام في الرياضات العالمية.

## التقويم بالشهر

### شهر فبراير
| تاريخ | رياضة               | المكان / الحدث | حالة | الفائز / s |
| ----- | ------------------- | -------------- | ---- | ---------- |
| 2     | كرة القدم الأمريكية | سوبر بول ليكس  | محلي |            |

### شهر مايو
| تاريخ | رياضة | المكان / الحدث | حالة | الفائز / s |
| ----- | ----- | -------------- | ---- | ---------- |

### شهر يوليو
| تاريخ | رياضة | المكان / الحدث | حالة | الفائز / s |
| ----- | ----- | -------------- | ---- | ---------- |

### شهر سبتمبر
| تاريخ | رياضة | المكان / الحدث | حالة | الفائز / s |
| ----- | ----- | -------------- | ---- | ---------- |

### شهر نوفمبر
| تاريخ | رياضة | المكان / الحدث | حالة | الفائز / s |
| ----- | ----- | -------------- | ---- | ---------- |

## كرة القدم الأمريكية
- فبراير: سوبر بول ليكس في نيو أورلينز

## الكريكيت
- كأس أبطال الكريكيت للرجال
- 2023-25 نهائي بطولة العالم للاختبار الدولي للكريكيت
- كأس العالم للكريكيت للسيدات

## كرة اليد
- 2025 بطولة العالم لكرة اليد للرجال في  CRO و DEN و NOR النرويج
- 2025 بطولة العالم لكرة اليد للسيدات في ألمانيا و هولندا

## أحداث رياضية متعددة
- يحدد لاحقًا: دورة ألعاب آسيوية في الصالات الداخلية وفنون الدفاع عن النفس 2025 في الرياض، المملكة العربية السعودية
- يحدد لاحقًا: الألعاب الشتوية الآسيوية لعام 2025
- يحدد لاحقًا: كأس الأمم الأفريقية 2025 في  GUI[1]
- يحدد لاحقًا: دورة ألعاب جنوب شرق آسيا 2025 في  THA
- سيتم تحديد موعدها لاحقًا: الألعاب العالمية لعام 2025 في مدينة تشنغدو،  CHN
- يحدد لاحقًا: 2025 دورة الألعاب الآسيوية للشباب في طشقند،  UZB
- يحدد لاحقًا: 2025 الجامعات الشتوية في تورينو، إيطاليا
- يحدد لاحقًا: 2025 الجامعات الصيفية في راين رور، ألمانيا

## دوري الرغبي
- 2025 كأس العالم للرجبي في فرنسا